# Jan Jiras
Jan Jiras (* 28. listopadu 1948) je bývalý český fotbalista, útočník.

## Fotbalová kariéra
V československé lize hrál za Spartu Praha. Dal 5 ligových gólů. Ve druhé lize hrál kromě Sparty i za SONP Kladno. Do Sparty byl z Kladna vyměněn za Svatopluka Boušku a Jaroslava Bartoně. Vítěz Českého poháru 1975.

## Ligová bilance
| Ročník                                   | Zápasy | Góly | Klub         |
| ---------------------------------------- | ------ | ---- | ------------ |
| 2. československá fotbalová liga 1972/73 | -      | 26   | SONP Kladno  |
| 2. československá fotbalová liga 1973/74 | -      | 25   | SONP Kladno  |
| 1. československá fotbalová liga 1974/75 | 6      | 5    | Sparta Praha |
| 2. československá fotbalová liga 1975/76 | -      | -    | Sparta Praha |
| 2. československá fotbalová liga 1976/77 | -      | 25   | SONP Kladno  |
| Česká národní fotbalová liga 1977/78     | -      | 17   | SONP Kladno  |
| Česká národní fotbalová liga 1978/79     | -      | -    | SONP Kladno  |
| CELKEM 1. liga                           | 6      | 5    |              |